# Gold Diggers of 1935
Gold Diggers of 1935 es una película musical dirigida por Busby Berkeley en 1935 y protagonizada por Dick Powell, Adolphe Menjou, Gloria Stuart y Alice Brady. La película ganó el premio Óscar a la mejor canción original por Lullaby of Broadway, canción compuesta por Harry Warren, con letra de Al Dubin, interpretada en la película por Wini Shaw.
La película es la continuación de The Gold Diggers —película muda de 1923—, Gold Diggers of Broadway (1929) y Gold Diggers of 1933 (1933).